# Найт, Кэндис
Кэндис Найт (англ. Candice Night, настоящее имя Кэндис Лорен Изралов, англ. Candice Lauren Isralow; род. 8 мая 1971, Хоппог, Нью-Йорк) — американская певица, вокалистка фолк-рок-группы Blackmore's Night, автор текстов песен группы. Жена гитариста Ричи Блэкмора.

## Биография
Кэндис Изралов родилась 8 мая 1971 года в Хоппоге на Лонг-Айленде, Нью-Йорк, в семье врача-подиатра (специалиста по заболеваниям ног) Келвина Артура Изралов (род. 1937) и учительницы Кэрол Линн Гросс (род. 1944), потомков еврейских иммигрантов из Российской империи. У Кэндис есть младший брат Джерет Изралов (англ. Jarett Isralow, род. 1973), банковский служащий, и сестра Сюзен Ив Изралов (англ. Suzanne Eve Isralow, род. 1978).
Брала уроки игры на фортепиано в течение нескольких лет. В 12-летнем возрасте работала фотомоделью для рекламы как Лорен (Loren), потом начала заниматься музыкой. Училась в Нью-Йоркском технологическом институте, вела собственное радиошоу на рок-радиостанции на Лонг-Айленде. Для сценической карьеры взяла фамилию «Найт» (Ночь).
Будучи некогда поклонницей Rainbow, она подошла в 1989 году к Ричи Блэкмору и попросила у него автограф

После футбольного матча я подошла к Ричи, чтобы взять автограф, а потом он послал троих из сопровождавших его людей, чтобы провести меня сквозь толпу встретиться с ним в баре. Мы просидели там всю ночь за разговорами. Его красноречие, опытность, одухотворенность и таинственность поразили меня настолько, что после того, как бар закрылся в четыре или пять утра, мы продолжили нашу беседу в его отеле в Нью-Йорке. Это не было запланировано, и я не снимала пиджак, несмотря на жару, — держалась застегнутой на все пуговицы — потому что все это время я была убеждена, что назавтра в газетах будут сообщения вроде «Рок-звезда убивает девушку в комнате отеля». Мне было ужасно страшно с ним наедине, но он вел себя безукоризненно. И постепенно покорил меня.
В 1994 году Кэндис стала автором текстов четырёх песен для альбома Stranger in Us All группы Rainbow и записала бэк-вокал для двух песен на этом альбоме.
После распада Rainbow в 1997 году стала сооснователем Blackmore’s Night, название группы было составлено из фамилий будущих супругов. Её мать Кэрол Гросс (под псевдонимом Кэрол Стивенс) стала менеджером Blackmore’s Night.
Кэндис часто принимает участие в проектах других музыкантов. Она участвовала в записи дебютного альбома Beto Vasquez Infinity вместе с Тарьей Турунен и Фабио Лионе. Вместе с группой Helloween она записала песню Light the Universe и снялась в видеоклипе на неё. Также Кэндис исполнила партию Ории в рок-опере Days of Rising Doom. В рок-опере Avantasia  она снялась в клипе и спела дуэтом с  Тобиасом Замметом в песне одноимённого альбома Moonglow вышедшего в 2019 году.
В 2011 году выпустила сольный альбом «Reflections», в 2015 году — «Starlight Starbright».

### Личная жизнь
В канун Рождества 1994 года обручилась с Ричи Блэкмором, вышла за него замуж 5 октября 2008 года. 27 мая 2010 года у Ричи Блэкмора и Кэндис Найт родилась дочка Отэм Эсмеральда (англ. Autumn Esmeralda). Рори Дартаньян — второй ребёнок пары, родился 7 февраля 2012 года. По словам Кэндис, первое имя для сына было выбрано, так как с ирландского языка переводится «рыжий король», а Дартаньян — в честь известного мушкетера. Супруги живут в Маунт-Синай на Лонг-Айленде.

## Дискография

### Blackmore’s Night
Альбомы:
- Shadow of the Moon (1997)
- Under a Violet Moon (1999)
- Fires at Midnight (2001)
- Ghost of a Rose (2003)
- The Village Lanterne (2006)
- Winter Carols (2006)
- Secret Voyage (2008)
- Autumn Sky (2010)
- Dancer and the Moon[15] (2013)
- All Our Yesterdays (2015)
- Nature’s Light (2021)

Концертные альбомы:
- Past Times with Good Company (2002)
- Paris Moon (2007)

Сборники:
- Beyond the Sunset: The Romantic Collection (2004)

Концертные DVD:
- Castles and Dreams (2005)
- Paris Moon (2007)

### Rainbow
- Stranger in Us All (1994)

### Сольные альбомы
- Reflections (2011)
- Starlight Starbright (2015)